# Mayaganahalli, Ramanagara
Mayaganahalli là một làng thuộc tehsil Ramanagara, huyện Ramanagara, bang Karnataka, Ấn Độ.